# Mogrus canescens
Mogrus canescens là một loài nhện trong họ Salticidae.
Loài này thuộc chi Mogrus. Mogrus canescens được Carl Ludwig Koch miêu tả năm 1846.